# Isstjärnan
Isstjärnan is een jaarlijks terugkerend ijsfestival in de gemeente Hällefors in Zweden. Het festival vindt plaats op het noordelijk gelegen strand aan het Sörälgenmeer bij Sikfors.
Kunstenaars uit verschillende landen maken beelden van ijs en sneeuw. Het publiek krijgt de kans om tijdens workshops, zelf beelden te leren maken. Ook zijn er diverse andere activiteiten. Omdat het festival altijd samenvalt met Zweedse schoolvakantie zijn er diverse activiteiten voor de jeugd.
De afsluiting van het festival vindt plaats met een vuur-, sneeuw- en ijsfeest.